# Ганг, Кристофер
Кристофер Ганг (нем. Christopher Gäng; 10 мая 1988, Мангейм) — немецкий футболист, игравший на позиции вратаря.
Дебютировал в Бундеслиге 11 ноября 2008 года в матче против «Вердера», по причине травмы основного вратаря Ярослава Дробны. Пропустил 5 мячей и после этого на поле больше не появлялся.